# Галя Ангелова
Галя Ангелова е българска тенисистка, родена на 10 ноември, 1972 г. в град София, България. Състезателка за Фед Къп. Тя се състезава за отбора на България в периода 1988–1990 г., като има положителен баланс от мачовете си – 6 спечелени и 5 загубени.
Галя Ангелова е многократна държавна шампионка за жени (1990, 1991, 1995 и 1996 г.). През 1988 г. печели четвърто място на световното първенство в Австралия за девойки до 16 г.
В актива си има победи срещу тенисистки от топ 100 на световната ранглиста – Евгения Куликовская, Ева Бес, Седа Ноорландер, Ципи Обзилер.
Треньор е в Тенис клуб „ДЕМА“ в София.
През 2006 г. се омъжва за Даниел Василев.

## Финали

### Титли на сингъл (3)
| Година | Турнир       | Категория    | Съперник       | Резултат    |
| 1990   | Палермо      | ITF $ 10 000 | Кармела Витали | 6-4 6-3     |
| 1992   | Рамат Ашарон | ITF $ 10 000 | Джина Ниланд   | 6-4 7-5     |
| -      | Ковиля       | ITF $ 10 000 | София Празерес | 3-6 6-4 6-1 |

### Загубени финали на сингъл (1)
| Година | Турнир | Категория    | Съперник       | Резултат |
| 1994   | Варна  | ITF $ 10 000 | Дора Джилянова | 4-6 3-6  |

### Титли на двойки (5)
| Година | Турнир            | Категория    | Партньор           | Съперници                           | Резултат    |
| 1991   | Хасково           | ITF $ 10 000 | Любомира Бачева    | Елена Погорелова Ирина Сухова       | 7-6 6-7 6-1 |
| 1992   | Ковиля            | ITF $ 10 000 | Цветелина Николова | Хироко Хара Галина Мисюрьова        | 7-5 7-5     |
| -      | Авейро            | ITF $ 10 000 | Цветелина Николова | Сесил Доре Джема Магин              | 4-6 6-3 6-4 |
| -      | Бургас            | ITF $ 10 000 | Цветелина Николова | Светлана Кривенчева Елена Лиховцева | 3-6 6-4 6-3 |
| 1993   | Алианц Къп, София | ITF $ 25 000 | Любомира Бачева    | Патриция Маркова Зузана Немшакова   | 6-0 7-5     |

### Загубени финали на двойки (4)
| Година | Турнир            | Категория    | Партньор        | Съперници                               | Резултат          |
| 1992   | Алианц Къп, София | ITF $ 25 000 | Любомира Бачева | Карина Курегиан Кирили Шарпе            | 6-7 2-6           |
| 1993   | Рамат Ашарон      | ITF $ 10 000 | Теодора Недева  | Нели Баркан Теса Шаповалова             | 2-6 6-7(5)        |
| -      | София             | ITF $ 10 000 | Теодора Недева  | Лаура Монталво Валентина Солари         | 6-7(6) 6-2 6-7(4) |
| -      | Пловдив           | ITF $ 10 000 | Теодора Недева  | Цветелина Николова Антоанета Панджерова | 3-6 3-6           |